# Newgrounds
Newgrounds (сейчас Newgrounds.com) — американский сайт и компания в сфере онлайн-развлечений и социальных сетей. Он размещает пользовательский контент, такой как игры, съёмки, аудио и композиции произведений искусства в четырёх соответствующих категориях веб-сайта. Newgrounds обеспечивает управляемое посетителем голосование и ранжирование пользовательских представлений.
Владелец сайта, Том Фалп, основал сайт и компанию в 1995 году и производит внутренний контент в штаб-квартире и офисах, базирующихся в районе Гленсайд, города Челтнем, штата Пенсильвания.
Слоган Newgrounds с 2006 года — «Всё от всех». Лозунг Newgrounds с 1995 по 2006 год звучал так: «Проблемы будущего, сейчас!».
Сайт занял 39 место в списке 50 лучших сайтов 2010 года по версии журнала Time. Newgrounds имеет двух талисманов по имени Танкмен и Пико, являющимся персонажем из игры «Pico's School».

## Описание

#### Принцип работы
Пользовательский контент может быть загружен и классифицирован на любом из четырёх веб-порталов сайта: игры, фильмы, аудио и искусство. Поступившие заявки на фильмы или игры проходят процесс, называемый Judgement, где они могут быть оценены всеми пользователями (от 0 до 5 звёзд) и рассмотрены другими пользователями. Средняя оценка, рассчитанная в различных точках во время суждения, определяет, будет ли контент «сохранён» (добавлен в базу данных) или «обвинён» (удалён, только его отзывы сохранены в разделе некрологов).
Художественные и звуковые композиции обрабатываются с использованием другого метода, называемого «скаутинг». Все пользователи могут размещать искусство и аудио на своей собственной странице, но только те, которые «разведаны», появятся в публичной области. Как и система Judgement, она останавливает украденный контент, спам или запрещённые материалы, попадающие в публичную зону, используя пользователей и модераторов сайта (называемых «модами») . После того, как человек разведан, они получают привилегию также разведать других к этим порталам.
Поскольку показ анимационных фильмов и игр был первоначальной целью, и они по-прежнему являются доминирующими средствами массовой информации на сайте, все эти материалы отображаются в области, которая называется Порталом. Это показывает не только то, что находится в суждении, но он также отображает статусы недавно судимых представлений, а также различных победителей и самых популярных представлений.
Содержание и контекст должны быть сообщены для рассмотрения модов и сотрудников, помечая его за нарушения руководящих принципов сайта; взвешенная система распознаёт опытных пользователей и даёт их флагу больше голоса. Главная страница Newgrounds включает в себя избранные материалы из каждой категории, а также награды и почести для пользователей, чьи представления, которые подпадают под требования сайта, чтобы заработать их. Все заявки имеют рейтинг. Контент, ориентированный на взрослых, разрешён, но предположительно ограничен только пользователями в возрасте от 18 лет и старше, хотя нет никакой гарантии, чтобы обеспечить это.
Онлайн-соревнования и конкурсы открыты в некоторых случаях, где человек может выиграть и получить призы, представленные либо признанным пользователем или сотрудником после следования данной теме.

#### Взаимодействие пользователей
Сайт включает в себя сообщество, где пользователи могут общаться с другими через различные интернет-форумы. Темы на форумах могут быть заблокированы, если они нарушают правила форума. Также предоставляется другая система связи, разработанная на сайте, называемая «личные сообщения» и сокращённая как PM, аналогичная службе электронной почты, где пользователи могут отправлять сообщения через сайт другим пользователям. Кроме того, в распоряжении гостей есть комната чата.
Любой пользователь, нарушающий правила использования сайта в любом месте на сайте, может быть отправлен предупреждения или подвергнут санкциям, таким как ограничения членства или запрет, со стороны модераторов или персонала.